# دی‌ان‌ای ۵۵۵۵۵
سیارک ۵۵۵۵۵ (به انگلیسی: 55555 DNA، نامگذاری:2001YR2) پنجاه و پنج هزار و پانصد و پنجاه و پنجمین سیارک کشف شده‌است که در ۱۹ دسامبر ۲۰۰۱ کشف شد.